# She Drives Me Crazy
She Drives Me Crazy is een nummer van de Britse band Fine Young Cannibals. Het is de tweede single van hun tweede studioalbum "The Raw & the Cooked" uit 1988. Op 26 december van dat jaar werd het nummer op single uitgebracht.
De plaat had wereldwijd veel succes, met bijvoorbeeld in thuisland het Verenigd Koninkrijk een 5e positie in de UK Singles Chart en in de Verenigde Staten de nummer 1-positie in de Billboard Hot 100.
In Nederland was de plaat op vrijdag 20 januari 1989 Veronica Alarmschijf op Radio 3 en werd een gigantische hit in de destijds twee hitlijsten op de nationale publieke popzender. De plaat bereikte de 3e positie in de Nederlandse Top 40 en de 5e positie in de Nationale Hitparade Top 100. 
In België bereikte de plaat de 2e positie in zowel de voorloper van de Vlaamse Ultratop 50 als de Vlaamse Radio 2 Top 30.

## NPO Radio 2 Top 2000
| Nummer met noteringen in de NPO Radio 2 Top 2000 | '00  | '01 | '02  | '03  | '04  |
| ------------------------------------------------ | ---- | --- | ---- | ---- | ---- |
| She Drives Me Crazy                              | 1630 | -   | 1872 | 1884 | 1955 |

1. ↑  Een '-' betekent dat het nummer niet was genoteerd en een vetgedrukt getal geeft de hoogste notering aan.
2. ↑  2000 was het eerste jaar met een notering voor dit nummer.
3. ↑  Deze tabel is bijgewerkt tot en met de laatste editie (2024).